# Romano Bonagura
Romano Bonagura (ur. 15 października 1930 w Rawennie, zm. 30 października 2010 w Casalpusterlengo) – włoski bobsleista, srebrny medalista igrzysk olimpijskich i wielokrotny medalista mistrzostw świata.

## Kariera
Pierwszy sukces w karierze Romano Bonagura osiągnął w 1959 roku, kiedy wspólnie z Sergio Zardinim, Alberto Righinim i Ferruccio Dalla Torre wywalczył srebrny medal w czwórkach podczas mistrzostw świata w Sankt Moritz. Następnie w parze z Zardinim zdobył brązowy medal w dwójkach na mistrzostwach świata w Lake Placid w 1961 roku oraz srebrne na mistrzostwach świata w Garmisch-Partenkirchen (1962) i mistrzostwach świata w Igls (1963). Równocześnie na tych imprezach startował w czwórkach, zdobywając razem z Zardinim, Dalla Torre i Renato Mocellinim złoto w 1963 roku, a wspólnie z Zardinim, Dalla Torre i Enrico de Lorenzo srebro w 1962 roku.Ostatni sukces osiągnął podczas igrzysk olimpijskich w Innsbrucku w 1964 roku, gdzie z Zardinim wywalczył srebro w dwójkach. Na tej samej imprezie był też czwarty w czwórkach. Były to jego jedyne starty olimpijskie.